# VDVトラムトレイン
VDVトラムトレイン（VDV Tram-Train）は、ドイツおよびオーストリアの鉄道事業者による新型車両導入に関するプロジェクトの名称。路面電車（ライトレール）やトラムトレインおよびそれに準じた路線へ向けて、2020年代以降シュタッドラー・レール製の車両が投入される予定となっている。

## 概要

### 経緯
2017年、ドイツの全国的社会組織であるドイツ運輸企業協会（Verband Deutscher Verkehrsunternehmen、VDV）に所属する、路面電車（ライトレール）やトラムトレインを運営する、もしくは導入を予定している複数の鉄道事業者は、共同で新型車両を開発・発注するプロジェクトを発表した。これは部品や構造の共通化に伴う導入費用の削減および導入の迅速化を目的としたもので、「VDVトラムトレイン」と名付けられた。その後、長期にわたる協議の末に標準仕様が纏まった後、隣国・オーストリアの複数の鉄道事業者と共に2020年に共同入札が実施された。
この「VDVトラムトレイン」プロジェクトに参加を発表した事業者は以下の通りである。また、これらに加えてドイツのバーデン＝ヴュルテンベルク州鉄道車両所有会社（Schienenfahrzeuge Baden-Württemberg、SFBW）（ドイツ、バーデン＝ヴュルテンベルク州）も資金提供などの分野で協力しており、将来的にアルブタール交通やネッカー＝アルプ・レギオナルシュタットバーン特別目的協会への所有車両のリースが検討されている。
- カールスルーエ交通事業（ドイツ語版）（Verkehrsbetriebe Karlsruhe、VBK）（ドイツ：カールスルーエ）
- アルブタール交通（ドイツ語版）（Albtal-Verkehrs-Gesellschaft、AVG）（ドイツ：カールスルーエ）
- ネッカー＝アルプ・レギオナルシュタットバーン特別目的協会（ドイツ語版）（Zweckverband Regional-Stadtbahn Neckar-Alb）（ドイツ：ネッカー＝アルプ地域（ドイツ語版））
- ザールバーン（Saarbahn）（ドイツ：ザールブリュッケン）
- オーバーエスタライヒ鉄道（ドイツ語版）（Schiene Oberösterreich）（オーストリア：リンツ）[7]
- ザルツブルク州（Land Salzburg）（オーストリア：ザルツブルク）

その後、2022年1月にスイスのシュタッドラー・レールが最大約40億ユーロで契約を獲得し、246両＋オプション258両の車両製造および16年＋オプション32年分の保守を実施する事となった。これはシュタッドラー・レールの歴史における最大規模の契約内容となっている。

### 車両

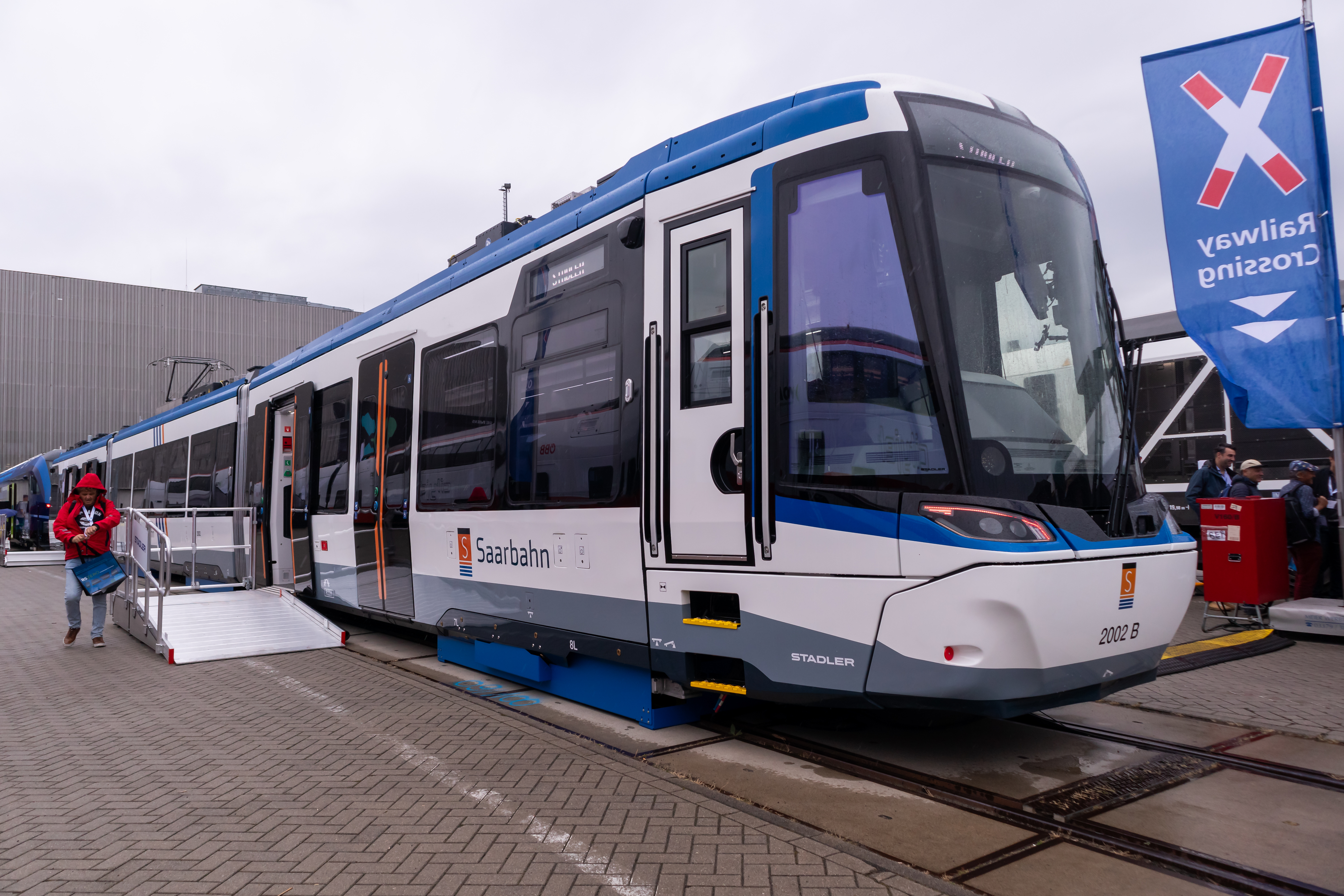
イノトランスに展示されたザールバーン向け車両（2024年撮影）

シュタッドラー・レールが「VDVトラムトレイン」プロジェクトに参加する鉄道事業者へ向けて製造する車両は、同社が展開するライトレールやトラムトレイン向け車両であるシティリンク（Citylink）である。3車体連接式の車体、運転台を含めた車内全体へ向けての冷暖房双方を完備した空調（HVAC）、2箇所の車椅子スペースを備えた低床部分の多目的エリアといった構造は共通する一方、車両の全長や対応電圧、乗降扉の数、最大連結両数、手荷物エリアや列車便所の有無など、各社の事情に対応した差異に対応した仕様となっている。製造はスペイン・バレンシアにある工場で実施される。

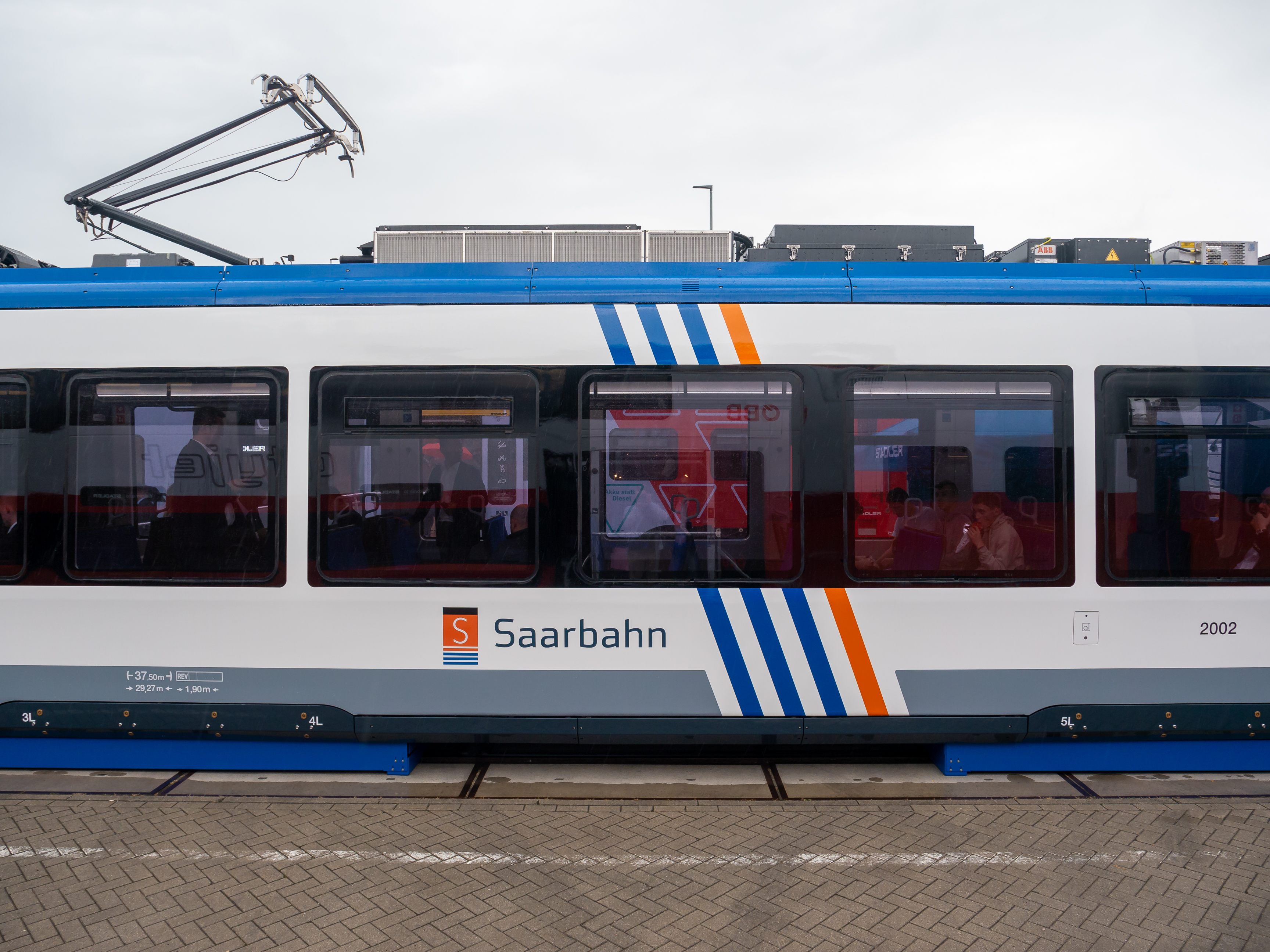
中間車車体側面（ザールバーン向け車両）
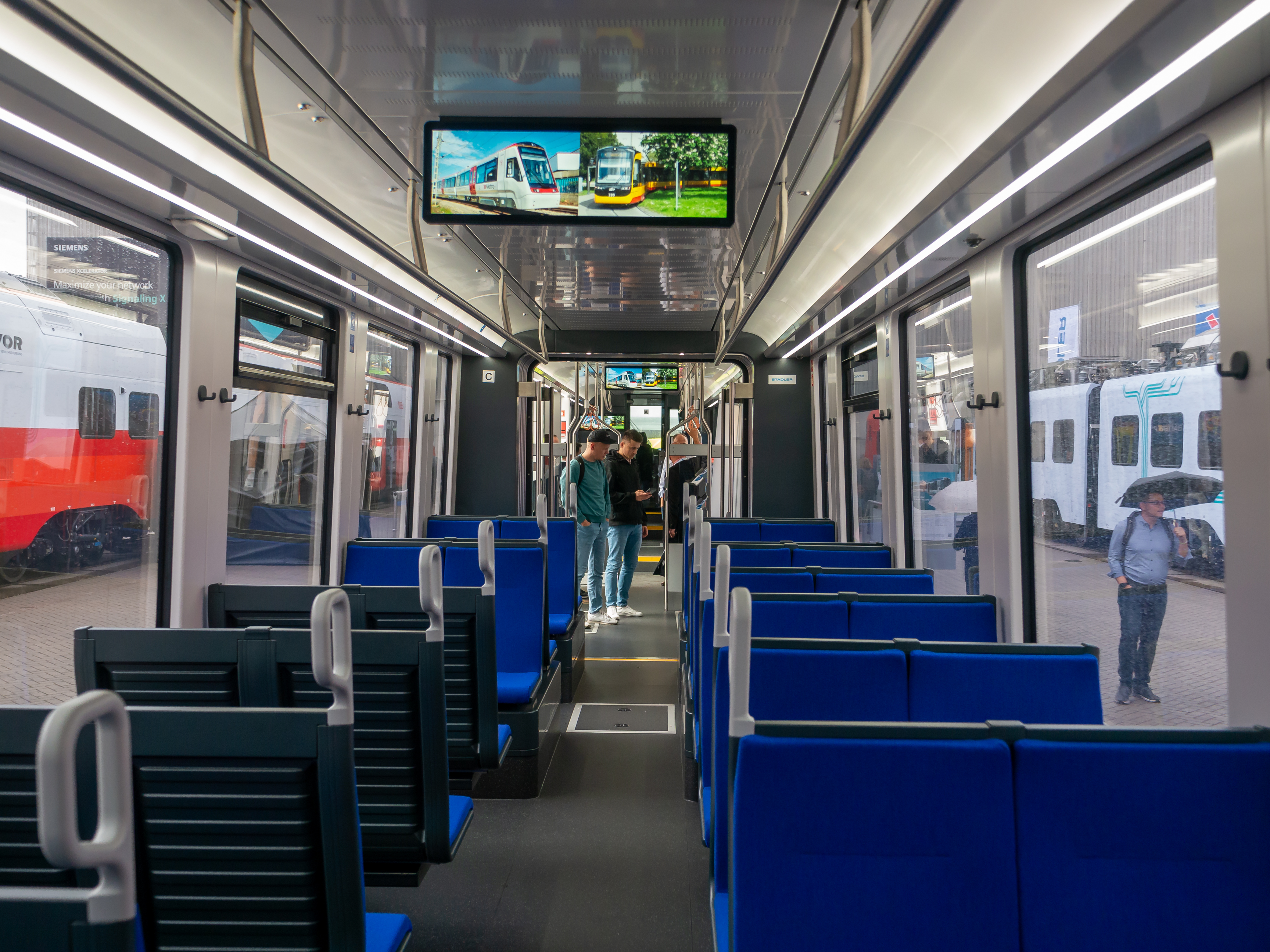
車内（ザールバーン向け車両）

## 導入地域一覧
2024年にザールバーン（ドイツ：ザールブリュッケン）向けに製造される試作車4両を皮切りに、以下の都市に向けてVDVトラムトレイン仕様のシティリンクが導入される事になっている。
| シティリンク(VDVトラムトレイン) 導入都市一覧 | シティリンク(VDVトラムトレイン) 導入都市一覧                           | シティリンク(VDVトラムトレイン) 導入都市一覧 | シティリンク(VDVトラムトレイン) 導入都市一覧 | シティリンク(VDVトラムトレイン) 導入都市一覧 | シティリンク(VDVトラムトレイン) 導入都市一覧         |
| 国                                           | 都市                                                                   | 都市                                         | 両数                                         | 導入開始年                                   | 備考・参考                                           |
| -------------------------------------------- | ---------------------------------------------------------------------- | -------------------------------------------- | -------------------------------------------- | -------------------------------------------- | ---------------------------------------------------- |
| ドイツ                                       | ザールブリュッケン (ザールバーン)                                      | ザールブリュッケン (ザールバーン)            | 28両+オプション21両                          | 2025年                                       | 既存の車両の置き換え用                               |
| ドイツ                                       | カールスルーエ (カールスルーエ市電) (カールスルーエ・シュタットバーン) | AVG                                          | 75両+オプション73両                          | 2025年                                       | トイレ、自転車用ラックを設置                         |
| ドイツ                                       | カールスルーエ (カールスルーエ市電) (カールスルーエ・シュタットバーン) | VBK                                          | 73両+オプション52両                          | 2026年                                       |                                                      |
| ドイツ                                       | ネッカー＝アルプ地域                                                   | ネッカー＝アルプ地域                         | 30両+オプション57両                          | 2027年                                       |                                                      |
| オーストリア                                 | リンツ                                                                 | リンツ                                       | 20両+オプション50両                          | 2026年                                       | 手荷物用フロアを設置、2020年代末から営業運転開始予定 |
| オーストリア                                 | ザルツブルク                                                           | ザルツブルク                                 | 20両+オプション5両                           | 2026年                                       | 既存の車両の置き換え用                               |